# 케이스 프림
케이스 프림(네덜란드어: Cees Priem, 1950년 10월 27일 ~ )은 네덜란드의 전직 사이클 선수이다. 현역에서 은퇴한후, 프림은 TVM의 팀 매니저가 되었다. 그는 1972년 하계 올림픽 개인 도로경주와 팀 타임 트라이얼 종목에 참가했다.